# Monthey (district)
Het district Monthey in het kanton Wallis omvat de volgende gemeenten:
| Gemeentenaam    | Inwoners (x) | Oppervlakte (km²) |
| --------------- | ------------ | ----------------- |
| Champéry        | 1.256        | 39,0              |
| Collombey-Muraz | 7.982        | 29,8              |
| Monthey         | 17.113       | 26,8              |
| Port-Valais     | 3.645        | 14,3              |
| Saint-Gingolph  | 951          | 14,4              |
| Troistorrents   | 4.347        | 37,0              |
| Val-d'Illiez    | 1.793        | 39,3              |
| Vionnaz         | 2.355        | 21,0              |
| Vouvry          | 3.891        | 33,5              |

Brig · Conthey · Entremont · Goms · Hérens · Leuk · Martigny · Monthey · Östlich Raron · Saint-Maurice · Sierre · Sion · Visp · Westlich Raron